# Ridvan Dibra
Ridvan Dibra (Scutari, 9 gennaio 1959) è uno scrittore albanese.

## Biografia
È nato a Scutari, in Albania, dove è andato all'università e si è laureato in lingua e letteratura albanese. Dibra è una figura distaccata nella letteratura albanese contemporanea e autore di varie opere innovative.Il suo romanzo, Legjenda e vetmisë (La leggenda della solitudine), ha vinto il Premio Rexhai Surroi al migliore romanzo albanese dell'anno 2012.
Ridvan Dibra è considerato uno dei 5 migliori scrittori albanesi vivi, insieme ad Ismail Kadare, Rexhep Qosja, Bashkim Shehu e Fatos Kongoli.

## Opere
- Nodo (1995)
- Kurthet e dritës (1997)
- Triumfi i Gjergj Elez Alisë (1999)
- Stina e ujkut (2000)
- Të lirë dhe të burgosur (2001)
- Triumfi i dytë i Gjergj Elez Alisë (2003)
- Email (2003)
- Kumte dashurie (2004)
- Sesilja osi sexonix 2005
- Franc Kafka i shkruan të birit (2007)
- Stina e maceve (2006)
- Kanuni i Lekës së vogël (2011)
- Legjenda e vetmisë (2012)
- Gjumi mbi borë (2016)
- Treni i muzgut (2017)